# تپه پاگاوی
تپه پاگاوی در شهرستان بروجرد، بخش مرکزی، روستای فخر آباد واقع شده و این اثر در تاریخ ۲۳ شهریور ۱۳۸۲ با شمارهٔ ثبت ۹۹۸۶ به‌عنوان یکی از آثار ملی ایران به ثبت رسیده است.